# Adult Webmaster Empire
Adult Webmaster Empire (AWE) är ett annonsnätverk som tillhandahåller webbplatser där nakenhet och sex står i centrum. De som arbetar som artister (modeller), och visar upp sig antingen som singlar, par eller i grupper, gör det antingen hemifrån eller från särskilda studior. Lönen beror på hur mycket konsumenterna betalar för artisternas liveshower. Företaget startade med endast en webbkamera-sajt, livejasmin.com, men har sedan dess expanderat kraftigt och hade 2009 nio webbkamera-sajter. Flaggskeppet är dock fortfarande livejasmin.com, en webbplats som rankas bland de 200 mest besökta i världen, och bland de 100 mest besökta av amerikaner. 2009 hade de, enligt egen uppgift, över 415 000 artister (modeller) som visade upp sig på de nio olika webbplatserna. En annan viktig kategori, förutom webbkameramodellerna, är som webbansvariga. Dessa får provision på hur många besökare de kan locka från egna webbplatser till de nio AWE-sajterna.